# Hippobosca longipennis
Hippobosca longipennis är en tvåvingeart som beskrevs av Fabricius 1805. Hippobosca longipennis ingår i släktet Hippobosca och familjen lusflugor. Inga underarter finns listade i Catalogue of Life.